# Wilhelm Lenz
Wilhelm Lenz (Frankfurt am Main, 8 februari 1888 - Hamburg, 30 april 1957) was een Duits natuurkundige, die het meest bekend is als bedenker van het Ising-model (Ernst Ising was een student van Lenz) en voor zijn toepassing van de Laplace-Runge-Lenz-vector op de (oude) kwantummechanische behandeling van waterstofachtige atomen (atomen met één elektron).

## Voetnoten
1. ↑  (de)  Lenz, W (1924). Über den Bewegungsverlauf und Quantenzustände der gestörten Keplerbewegung. Zeitschrift für Physik 24: 197–207. DOI: 10.1007/BF01327245.